# Métabolisme de base

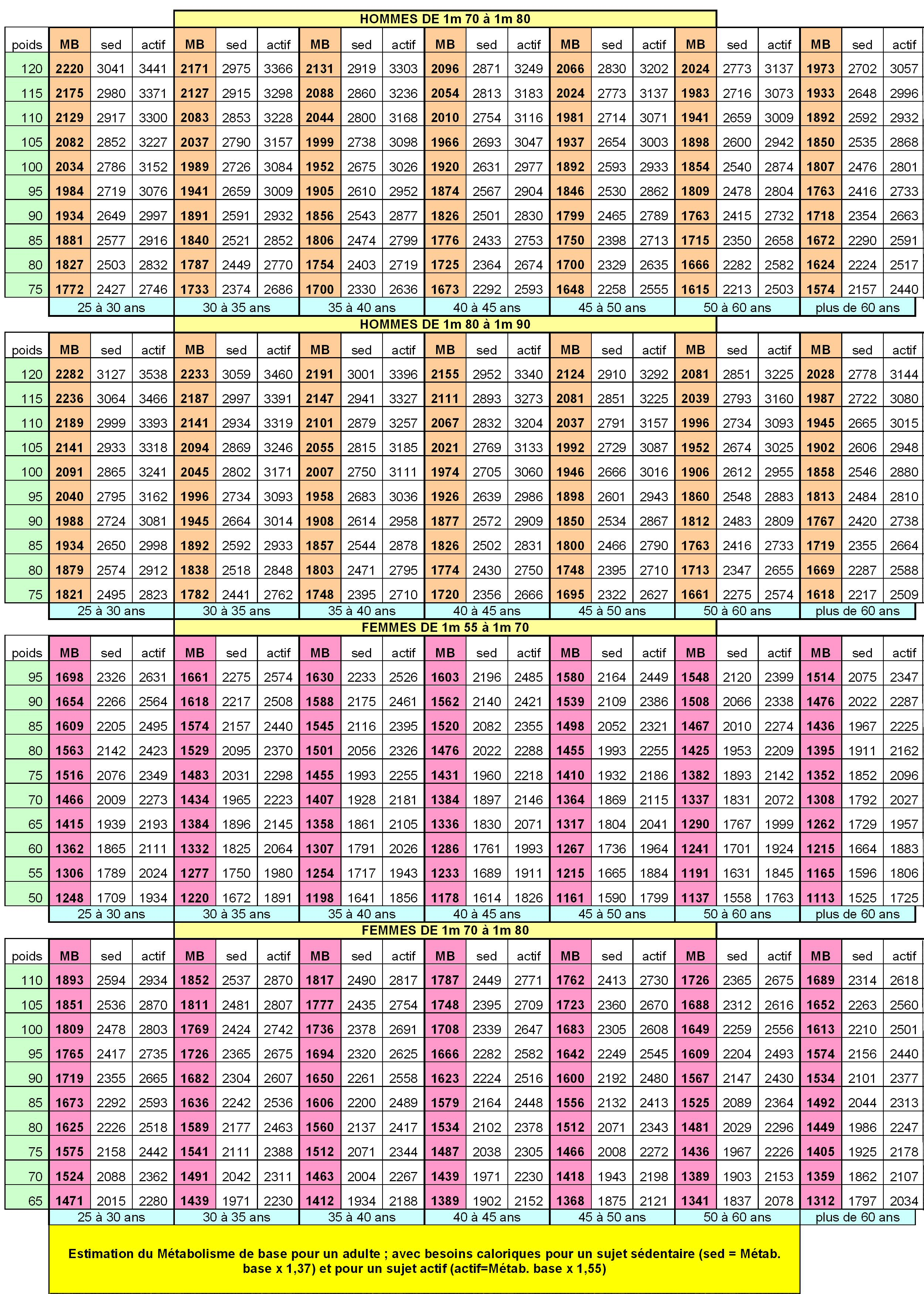
Tableau du métabolisme de base chez l'humain

Le métabolisme de base (MB), métabolisme basal ou métabolisme de repos, correspond aux besoins énergétiques « incompressibles » de l'organisme, c’est-à-dire la dépense d'énergie minimum quotidienne permettant à l'organisme de survivre. Le MB correspond à la dépense minimale d'énergie nécessaire pour un individu à jeun, au repos et dans des conditions de thermoneutralité. Les besoins quotidiens du métabolisme de base, des processus de thermorégulation et de l'activité physique correspondent à la demande d'énergie quotidienne. Ils sont exprimés en joules ou en calories par jour, ou en watts.
Au repos, l’organisme consomme en effet de l’énergie pour maintenir en activité ses fonctions (cœur, cerveau, respiration, digestion, maintien de la température du corps), via des réactions biochimiques (qui utilisent l'ATP). Il est différent des besoins énergétiques que l'alimentation ou les réserves (en cas de jeûne) doivent fournir, plus élevés lorsque les organismes sont actifs, ce qui est généralement le cas, et sous l'influence de la température extérieure et des conditions météorologique (vent, pluie, etc.) ; ou plus rarement plus bas en cas d'hibernation.
Chez les vertébrés, le métabolisme de base représente habituellement un à deux tiers de la dépense d'énergie quotidienne. Chez l'homme sédentaire, il représente 60 à 70 % de la demande d'énergie quotidienne.

## Le métabolisme de base des humains
Le métabolisme de base des humains dépend de la taille, du poids, de l’âge, du sexe et de l’activité thyroïdienne. Le métabolisme basal diminue avec l'âge, de 2 à 3 % par décennie après l'âge adulte. Les enfants ont par contre un métabolisme basal deux fois plus élevé que celui des adultes.
À titre d'exemple, le métabolisme de base pour un homme de 20 ans, mesurant 1,80 m et pesant 70 kg est d'environ 6 300 kJ/j (1 510 kcal/j). Celui d'une femme de 20 ans, mesurant 1,65 m et pesant 60 kg est d'environ 5 500 kJ/j (1 320 kcal/j). Avec la correction correspondant à une activité sédentaire (x 1,37, voir plus bas), leurs besoins alimentaires seront respectivement 8 630 kJ/j (2 070 kcal/j) et 7 535 kJ/j (1 810 kcal/j).
Lorsque la thermorégulation maintient un haut niveau de métabolisme au repos, les physiologistes parlent de tachymétabolisme (animaux tachymétaboliques). Lorsque les animaux sont capables de tomber dans un état léthargique semblable à la mort en attendant que les conditions redeviennent favorables à la reprise d'activité, les physiologues parlent de bradymétabolisme (animaux bradymétaboliques).
À cette dépense énergétique de repos s'ajoutent deux types de métabolismes :
- métabolisme post-prandial : dépense calorique consécutive à un repas (manger consomme de l'énergie : ADS = Activité dynamique spécifique) ;
- métabolisme de l'exercice : dépense calorique consécutive à un effort physique ou du cerveau pendant un travail intellectuel ou de concentration intense (examens, conduite automobile...). Ce besoin est difficilement quantifiable étant donné qu'il varie d'un individu à l'autre et d'une situation à l'autre, mais on l'estime en équivalent métabolique.

## Valeurs numériques

### Mesure
Dès la fin du xviiie siècle, Lavoisier mesurait le « feu de la vie » en quantifiant la chaleur produite par un cochon d'Inde au moyen d'une enceinte entourée de blocs de glace.
Lavoisier mis également en relation le métabolisme avec la consommation d'oxygène. Cette relation est assez stricte, car que l'énergie soit fournie par des protéines, des lipides, ou des glucides, la production reste entre 4,5 et 5 kcal par litre d'oxygène. Ainsi, la mesure du métabolisme de n'importe quel animal (dont l'homme) peut être faite assez précisément en mesurant sa consommation d'oxygène, avec une valeur retenue de 4,8 kcal (20,1 kJ) par litre. La difficulté consiste à placer le sujet dans des conditions où son métabolisme est celui de base, non perturbé par le stress, la digestion, le froid ou tout autre facteur.[réf. nécessaire]
Si la mesure du taux métabolique est relativement aisée pour les mammifères (animaux homéothermes et d'assez grande taille), elle relève du défi pour les invertébrés de petite taille. En 2018, une étude microcalorimétrique a permis de mesurer le taux métabolique d'un crustacé de quelques microgrammes, une puce d'eau (Daphnia) : entre 1 et 7 µW en fonction de l'âge (1 à 7 jours),.

### Modèles
Plusieurs formules ont été proposées pour estimer le métabolisme de base.
La formule de Harris et Benedict recalculée par Roza et Shizgal (1984) :
- hommes : {\displaystyle \mathrm {MB} =13{,}707\cdot P+492{,}3\cdot T-6{,}673\cdot A+77{,}607},
- femmes : {\displaystyle \mathrm {MB} =9{,}740\cdot P+172{,}9\cdot T-4{,}737\cdot A+667{,}051},

où :
MB est le métabolisme de base en kilocalories,
P la masse en kilogrammes,
T la taille en mètres,
A l'âge en années.
Mais c'est la formule de Black et al. (1996) qui est actuellement la référence, en particulier dans le cas des sujets en surpoids et des personnes âgées (de plus de 60 ans) :
- hommes : {\displaystyle \mathrm {MB} =1{,}083\cdot P^{0{,}48}\cdot T^{0{,}50}\cdot A^{-0{,}13}},
- femmes : {\displaystyle \mathrm {MB} =0{,}963\cdot P^{0{,}48}\cdot T^{0{,}50}\cdot A^{-0{,}13}}.

Soit, exprimée en kilocalories (1 000 kcal = 4,186 MJ) :
- hommes : {\displaystyle \mathrm {MB} =259\cdot (P^{0{,}48}\cdot T^{0{,}50}\cdot A^{-0{,}13})},
- femmes : {\displaystyle \mathrm {MB} =230\cdot (P^{0{,}48}\cdot T^{0{,}50}\cdot A^{-0{,}13})}.

| activité                   | Mode de calcul                         | Kilocalories |
| -------------------------- | -------------------------------------- | ------------ |
| Homme et femme sédentaires | Métabolisme de base x 1,37             | 2261         |
| Homme et femme actifs      | Métabolisme de base x 1,55             | 2558         |
| Homme et femme sportifs    | Métabolisme de base x 1,80 (voire x 2) | 2971         |

### Statistiques
Le tableau ci-dessous permet l'estimation des besoins caloriques (métabolisme de base + dépenses caloriques d'activité) en fonction de l'intensité de l'activité (sédentaire ou actif), compte tenu de l'âge, du sexe et du poids du sujet. Un coefficient constant est appliqué au métabolisme basal pour obtenir les besoins caloriques d'un sujet sédentaire (sed = MB x 1,37) et d'un sujet actif (actif = MB x 1,55). Dans le langage courant, les termes 'sédentaires" et 'actifs' sont employés de façon vague. Les coefficients 1,37 et 1,55 peuvent ne pas du tout représenter la réalité qu'ils recouvrent. Les chiffres ci-dessous sont de simples ordres d'idées.
| Sexe  | Taille             | Poids | 25 à 30 ans | 25 à 30 ans | 25 à 30 ans | 30 à 35 ans | 30 à 35 ans | 30 à 35 ans | 35 à 40 ans | 35 à 40 ans | 35 à 40 ans | 40 à 45 ans | 40 à 45 ans | 40 à 45 ans | 45 à 50 ans | 45 à 50 ans | 45 à 50 ans | 50 à 60 ans | 50 à 60 ans | 50 à 60 ans | Plus de 60 ans | Plus de 60 ans | Plus de 60 ans |
|       |                    |       | MB          | sed         | actif       | MB          | sed         | actif       | MB          | sed         | actif       | MB          | sed         | actif       | MB          | sed         | actif       | MB          | sed         | actif       | MB             | sed            | actif          |
| ----- | ------------------ | ----- | ----------- | ----------- | ----------- | ----------- | ----------- | ----------- | ----------- | ----------- | ----------- | ----------- | ----------- | ----------- | ----------- | ----------- | ----------- | ----------- | ----------- | ----------- | -------------- | -------------- | -------------- |
| Homme | de 1,70 m à 1,80 m | 120   | 2220        | 3041        | 3441        | 2171        | 2975        | 3366        | 2131        | 2919        | 3303        | 2096        | 2871        | 3249        | 2066        | 2830        | 3202        | 2024        | 2773        | 3137        | 1973           | 2702           | 3057           |
| Homme | de 1,70 m à 1,80 m | 115   | 2175        | 2980        | 3371        | 2127        | 2915        | 3298        | 2088        | 2860        | 3236        | 2054        | 2813        | 3183        | 2024        | 2773        | 3137        | 1983        | 2716        | 3073        | 1933           | 2648           | 2996           |
| Homme | de 1,70 m à 1,80 m | 110   | 2129        | 2917        | 3300        | 2083        | 2853        | 3228        | 2044        | 2800        | 3168        | 2010        | 2754        | 3116        | 1981        | 2714        | 3071        | 1941        | 2659        | 3009        | 1892           | 2592           | 2932           |
| Homme | de 1,70 m à 1,80 m | 105   | 2082        | 2852        | 3227        | 2037        | 2790        | 3157        | 1999        | 2738        | 3098        | 1966        | 2693        | 3047        | 1937        | 2654        | 3003        | 1898        | 2600        | 2942        | 1850           | 2535           | 2868           |
| Homme | de 1,70 m à 1,80 m | 100   | 2034        | 2786        | 3152        | 1989        | 2726        | 3084        | 1952        | 2675        | 3026        | 1920        | 2631        | 2977        | 1892        | 2593        | 2933        | 1854        | 2540        | 2874        | 1807           | 2476           | 2801           |
| Homme | de 1,70 m à 1,80 m | 95    | 1984        | 2719        | 3076        | 1941        | 2659        | 3009        | 1905        | 2610        | 2952        | 1874        | 2567        | 2904        | 1846        | 2530        | 2862        | 1809        | 2478        | 2804        | 1763           | 2416           | 2733           |
| Homme | de 1,70 m à 1,80 m | 90    | 1934        | 2649        | 2997        | 1891        | 2591        | 2932        | 1856        | 2543        | 2877        | 1826        | 2501        | 2830        | 1799        | 2465        | 2789        | 1763        | 2415        | 2732        | 1718           | 2354           | 2663           |
| Homme | de 1,70 m à 1,80 m | 85    | 1881        | 2577        | 2916        | 1840        | 2521        | 2852        | 1806        | 2474        | 2799        | 1776        | 2433        | 2753        | 1750        | 2398        | 2713        | 1715        | 2350        | 2658        | 1672           | 2290           | 2591           |
| Homme | de 1,70 m à 1,80 m | 80    | 1827        | 2503        | 2832        | 1787        | 2449        | 2770        | 1754        | 2403        | 2719        | 1725        | 2364        | 2674        | 1700        | 2329        | 2635        | 1666        | 2282        | 2582        | 1624           | 2224           | 2517           |
| Homme | de 1,70 m à 1,80 m | 75    | 1772        | 2427        | 2746        | 1733        | 2374        | 2686        | 1700        | 2330        | 2636        | 1673        | 2292        | 2593        | 1648        | 2258        | 2555        | 1615        | 2213        | 2503        | 1574           | 2157           | 2440           |
| Homme | de 1,80 m à 1,90 m | 120   | 2282        | 3127        | 3538        | 2233        | 3059        | 3460        | 2191        | 3001        | 3396        | 2155        | 2952        | 3340        | 2124        | 2910        | 3292        | 2081        | 2851        | 3225        | 2028           | 2778           | 3144           |
| Homme | de 1,80 m à 1,90 m | 115   | 2236        | 3064        | 3466        | 2187        | 2997        | 3391        | 2147        | 2941        | 3327        | 2111        | 2893        | 3273        | 2081        | 2851        | 3225        | 2039        | 2793        | 3160        | 1987           | 2722           | 3080           |
| Homme | de 1,80 m à 1,90 m | 110   | 2189        | 2999        | 3393        | 2141        | 2934        | 3319        | 2101        | 2879        | 3257        | 2067        | 2832        | 3204        | 2037        | 2791        | 3157        | 1996        | 2734        | 3093        | 1945           | 2665           | 3015           |
| Homme | de 1,80 m à 1,90 m | 105   | 2141        | 2933        | 3318        | 2094        | 2869        | 3246        | 2055        | 2815        | 3185        | 2021        | 2769        | 3133        | 1992        | 2729        | 3087        | 1952        | 2674        | 3025        | 1902           | 2606           | 2948           |
| Homme | de 1,80 m à 1,90 m | 100   | 2091        | 2865        | 3241        | 2045        | 2802        | 3171        | 2007        | 2750        | 3111        | 1974        | 2705        | 3060        | 1946        | 2666        | 3016        | 1906        | 2612        | 2955        | 1858           | 2546           | 2880           |
| Homme | de 1,80 m à 1,90 m | 95    | 2040        | 2795        | 3162        | 1996        | 2734        | 3093        | 1958        | 2683        | 3036        | 1926        | 2639        | 2986        | 1898        | 2601        | 2943        | 1860        | 2548        | 2883        | 1813           | 2484           | 2810           |
| Homme | de 1,80 m à 1,90 m | 90    | 1988        | 2724        | 3081        | 1945        | 2664        | 3014        | 1908        | 2614        | 2958        | 1877        | 2572        | 2909        | 1850        | 2534        | 2867        | 1812        | 2483        | 2809        | 1767           | 2420           | 2738           |
| Homme | de 1,80 m à 1,90 m | 85    | 1934        | 2650        | 2998        | 1892        | 2592        | 2933        | 1857        | 2544        | 2878        | 1826        | 2502        | 2831        | 1800        | 2466        | 2790        | 1763        | 2416        | 2733        | 1719           | 2355           | 2664           |
| Homme | de 1,80 m à 1,90 m | 80    | 1879        | 2574        | 2912        | 1838        | 2518        | 2848        | 1803        | 2471        | 2795        | 1774        | 2430        | 2750        | 1748        | 2395        | 2710        | 1713        | 2347        | 2655        | 1669           | 2287           | 2588           |
| Homme | de 1,80 m à 1,90 m | 75    | 1821        | 2495        | 2823        | 1782        | 2441        | 2762        | 1748        | 2395        | 2710        | 1720        | 2356        | 2666        | 1695        | 2322        | 2627        | 1661        | 2275        | 2574        | 1618           | 2217           | 2509           |
| Femme | de 1,55 m à 1,70 m | 95    | 1698        | 2326        | 2631        | 1661        | 2275        | 2574        | 1630        | 2233        | 2526        | 1603        | 2196        | 2485        | 1580        | 2164        | 2449        | 1548        | 2120        | 2399        | 1514           | 2075           | 2347           |
| Femme | de 1,55 m à 1,70 m | 90    | 1654        | 2266        | 2564        | 1618        | 2217        | 2508        | 1588        | 2175        | 2461        | 1562        | 2140        | 2421        | 1539        | 2109        | 2386        | 1508        | 2066        | 2338        | 1476           | 2022           | 2287           |
| Femme | de 1,55 m à 1,70 m | 85    | 1609        | 2205        | 2495        | 1574        | 2157        | 2440        | 1545        | 2116        | 2395        | 1520        | 2082        | 2355        | 1498        | 2052        | 2321        | 1467        | 2010        | 2274        | 1436           | 1967           | 2225           |
| Femme | de 1,55 m à 1,70 m | 80    | 1563        | 2142        | 2423        | 1529        | 2095        | 2370        | 1501        | 2056        | 2326        | 1476        | 2022        | 2288        | 1455        | 1993        | 2255        | 1425        | 1953        | 2209        | 1395           | 1911           | 2162           |
| Femme | de 1,55 m à 1,70 m | 75    | 1516        | 2076        | 2349        | 1483        | 2031        | 2298        | 1455        | 1993        | 2255        | 1431        | 1960        | 2218        | 1410        | 1932        | 2186        | 1382        | 1893        | 2142        | 1352           | 1852           | 2096           |
| Femme | de 1,55 m à 1,70 m | 70    | 1466        | 2009        | 2273        | 1434        | 1965        | 2223        | 1407        | 1928        | 2181        | 1384        | 1897        | 2146        | 1364        | 1869        | 2115        | 1337        | 1831        | 2072        | 1308           | 1792           | 2027           |
| Femme | de 1,55 m à 1,70 m | 65    | 1415        | 1939        | 2193        | 1384        | 1896        | 2145        | 1358        | 1861        | 2105        | 1336        | 1830        | 2071        | 1317        | 1804        | 2041        | 1290        | 1767        | 1999        | 1262           | 1729           | 1957           |
| Femme | de 1,55 m à 1,70 m | 60    | 1362        | 1865        | 2111        | 1332        | 1825        | 2064        | 1307        | 1791        | 2026        | 1286        | 1761        | 1993        | 1267        | 1736        | 1964        | 1241        | 1701        | 1924        | 1215           | 1664           | 1883           |
| Femme | de 1,55 m à 1,70 m | 55    | 1306        | 1789        | 2024        | 1277        | 1750        | 1980        | 1254        | 1717        | 1943        | 1233        | 1689        | 1911        | 1215        | 1665        | 1884        | 1191        | 1631        | 1845        | 1165           | 1596           | 1806           |
| Femme | de 1,55 m à 1,70 m | 50    | 1248        | 1709        | 1934        | 1220        | 1672        | 1891        | 1198        | 1641        | 1856        | 1178        | 1614        | 1826        | 1161        | 1590        | 1799        | 1137        | 1558        | 1763        | 1113           | 1525           | 1725           |
| Femme | de 1,70 m à 1,80 m | 110   | 1893        | 2594        | 2934        | 1852        | 2537        | 2870        | 1817        | 2490        | 2817        | 1787        | 2449        | 2771        | 1762        | 2413        | 2730        | 1726        | 2365        | 2675        | 1689           | 2314           | 2618           |
| Femme | de 1,70 m à 1,80 m | 105   | 1851        | 2536        | 2870        | 1811        | 2481        | 2807        | 1777        | 2435        | 2754        | 1748        | 2395        | 2709        | 1723        | 2360        | 2670        | 1688        | 2312        | 2616        | 1652           | 2263           | 2560           |
| Femme | de 1,70 m à 1,80 m | 100   | 1809        | 2478        | 2803        | 1769        | 2424        | 2742        | 1736        | 2378        | 2691        | 1708        | 2339        | 2647        | 1683        | 2305        | 2608        | 1649        | 2259        | 2556        | 1613           | 2210           | 2501           |
| Femme | de 1,70 m à 1,80 m | 95    | 1765        | 2417        | 2735        | 1726        | 2365        | 2675        | 1694        | 2320        | 2625        | 1666        | 2282        | 2582        | 1642        | 2249        | 2545        | 1609        | 2204        | 2493        | 1574           | 2156           | 2440           |
| Femme | de 1,70 m à 1,80 m | 90    | 1719        | 2355        | 2665        | 1682        | 2304        | 2607        | 1650        | 2261        | 2558        | 1623        | 2224        | 2516        | 1600        | 2192        | 2480        | 1567        | 2147        | 2430        | 1534           | 2101           | 2377           |
| Femme | de 1,70 m à 1,80 m | 85    | 1673        | 2292        | 2593        | 1636        | 2242        | 2536        | 1606        | 2200        | 2489        | 1579        | 2164        | 2448        | 1556        | 2132        | 2413        | 1525        | 2089        | 2364        | 1492           | 2044           | 2313           |
| Femme | de 1,70 m à 1,80 m | 80    | 1625        | 2226        | 2518        | 1589        | 2177        | 2463        | 1560        | 2137        | 2417        | 1534        | 2102        | 2378        | 1512        | 2071        | 2343        | 1481        | 2029        | 2296        | 1449           | 1986           | 2247           |
| Femme | de 1,70 m à 1,80 m | 75    | 1575        | 2158        | 2442        | 1541        | 2111        | 2388        | 1512        | 2071        | 2344        | 1487        | 2038        | 2305        | 1466        | 2008        | 2272        | 1436        | 1967        | 2226        | 1405           | 1925           | 2178           |
| Femme | de 1,70 m à 1,80 m | 70    | 1524        | 2088        | 2362        | 1491        | 2042        | 2311        | 1463        | 2004        | 2267        | 1439        | 1971        | 2230        | 1418        | 1943        | 2198        | 1389        | 1903        | 2153        | 1359           | 1862           | 2107           |
| Femme | de 1,70 m à 1,80 m | 65    | 1471        | 2015        | 2280        | 1439        | 1971        | 2230        | 1412        | 1934        | 2188        | 1389        | 1902        | 2152        | 1368        | 1875        | 2121        | 1341        | 1837        | 2078        | 1312           | 1797           | 2034           |

## Facteurs affectant le métabolisme de base

### Génétique
Les facteurs génétiques peuvent influencer jusqu’à 20 % de la variabilité interindividuelle de métabolisme basal. En effet, les dépenses énergétique de repos peuvent varier jusqu’à 500 kcal/jour d’une famille a l’autre. Alors qu’au sein de la même famille, la différence interindividuelle n’est que de l’ordre de 100 kcal/jour. Bien que l’influence attribuée aux facteurs génétiques ne peut pas être facilement séparé des facteurs environnementaux (habitudes de vies différentes entre les familles/pays voire groupes ethniques), il semble que l’origine ethnique influence le métabolisme basal.

### Alimentation
Il a été constaté qu'un effet fréquent des régimes alimentaires était d'abaisser le métabolisme de base, l'organisme se mettant sur un mode de réaction à la disette probablement hérité de la préhistoire. Ce phénomène est appelé thermogenèse adaptative et explique l'effet yoyo des régimes. L'expérience montre que la plupart des régimes sont inadaptés puisqu'à la phase de perte de poids succède une phase en plateau, puis une reprise de poids.
Strictement parlant, lors d'un régime occasionnant une perte de poids importante, le métabolisme est diminué pour deux raisons :
- le corps est moins lourd et il nécessite par conséquent moins d'énergie pour l'entretenir ;
- le métabolisme de base est diminué par la thermogénèse adaptative[10], de 5 à 30 %[11].

Il semble que les régimes qui sont légèrement restrictifs, qui fractionnent les repas, qui sont plus riches en protéines (nutriments plus coûteux en énergie à digérer) et qui sont accompagnés d'exercices physiques (qui aident à maintenir la masse musculaire) provoquent moins l'effet yoyo. Les régimes riches en protéines font toutefois l'objet d'études aux résultats contradictoires,.
D'autre part, puisque le métabolisme de base diminue avec l’âge, la masse musculaire s'amenuisant, l'alimentation doit être progressivement modifiée pour ne pas prendre de poids avec les années.

### Activité physique
Une activité physique régulière maintient un métabolisme de base à ses niveaux physiologiques habituels. L'exercice physique de longue durée provoque une augmentation du métabolisme, en particulier du catabolisme musculaire (oxydation des substrats présents dans le muscle), ce qui implique que, lors de la phase de récupération qui suit l'effort, le métabolisme de base se trouve toujours augmenté[réf. nécessaire].
On peut aussi considérer que l'activité physique vient contrecarrer le catabolisme musculaire qui intervient lors d'un régime parce que l'organisme, en cas de déficit en énergie, ne puise pas seulement dans les réserves de graisses mais aussi dans les réserves de protéines musculaires (néoglucogénèse).
Enfin, le pourcentage de masse grasse et de masse musculaire a un effet sur le métabolisme de base. À poids égal, les graisses consomment moins d'énergie que les muscles. Augmenter la masse musculaire permet donc d'augmenter le métabolisme de base.

### Composition corporelle
Deux individus de même sexe avec le même poids et la même taille peuvent avoir une composition corporelle différente. Et par conséquent, un métabolisme de base différent.
En fait, la masse maigre constituée des tissus métaboliquement actifs du corps contribue à environ 70 % de la variabilité du métabolisme basal,. Cette masse maigre comprend les différents organes et les systèmes physiologiques du corps ainsi que les muscles squelettiques.  
Outre la variation due au pourcentage de la masse maigre, la distribution de la masse grasse peut expliquer 2 % jusqu’à 6 % de la variabilité lié a la masse grasse comme cela a été démontré avec un groupe de femmes âgées de 60-85 ans. Bien que l’effet de la distribution de la masse grasse n’a pas pu être démontré dans une autre étude, les différences fonctionnels entre le tissu adipeux sous-cutané et le tissu adipeux abdominal peuvent influencer le statut hormonal des individus et contribuer à la variabilité du métabolisme basal.

### Climat et thermogénèse facultatif
L’exposition des individus aux conditions climatiques extrêmes induit une adaptation physiologique. Notamment, le développement des tissus adipeux bruns plus actifs métaboliquement pour permettre l’adaptation au froid en produisant plus d’ATP grâce au nombre élevé de mitochondries et aux protéines découplantes (uncoupling proteins) qui favorisent la production de chaleur. Des études montrent que des facteurs environnementaux et génétiques contribuent à la différence de métabolisme basal chez les individus qui résident dans les endroits extrêmement froids.

### Conditions physiologiques ou pathologiques
Plusieurs conditions pathologiques peuvent influencer le statut métabolique et par conséquent le métabolisme basal. Cela peut inclure :
- Des conditions pathologiques sévères telles que la maladie de Gaucher qui se caractérise par un métabolisme basal élevé[21].
- Des troubles métaboliques comme une pression artérielle élevée et un statut LDL faible qui ont été associés à un métabolisme basal de repos plus élevé[22].
- Des troubles hormonaux tels que l’hypo et l’hyperthyroïdie qui sont associés à un métabolisme basal plus faible et plus élevé, respectivement. C’est pourquoi, en 1920, la calorimétrie a été utilisée en clinique pour diagnostiquer les troubles métaboliques de la glande thyroïde avant le développement des méthodes biochimiques utilisées actuellement[23].